# Philophylla invida
Philophylla invida är en tvåvingeart som först beskrevs av Erich Martin Hering 1938. Philophylla invida ingår i släktet Philophylla och familjen borrflugor.
Artens utbredningsområde är Myanmar. Inga underarter finns listade i Catalogue of Life.